# هادي محمدي
هادي محمدي (بالفارسية: هادی محمدی) هو لاعب كرة قدم إيراني، ولد في 8 مارس 1991 في إيران. شارك مع منتخب إيران تحت 20 سنة لكرة القدم ومنتخب إيران تحت 23 سنة لكرة القدم. أما مع النوادي، فقد لعب مع نادي داماش غيلان ونادي ذوب آهن أصفهان ونادي صنعت نفط عبادان.